# Jörn Köhnke
Jörn Köhnke (* 24. März 1940 in Hamburg) ist ein deutscher Architekt.

## Leben
Köhnke machte sein Abitur an der Bismarckschule in Hannover. Nach einem Stipendium in den USA im Zeitraum von 1957 bis 1958 studierte Jörn Köhnke von 1959 bis 1965 an der Technischen Hochschule Hannover. In dieser Zeit wirkte er dort ab 1964 auch als wissenschaftlicher Mitarbeiter. Nach einer Phase freiberuflicher Tätigkeit von 1965 bis 1968 wurde er 1968 Gesellschafter der Sozietät BKSP mit den Architekten Bahlo, Köhnke, Stosberg & Partner. 2003 wechselten Bahlo, Stosberg und Köhnke aus der Gesellschafterstellung in den Beirat.
Köhnke ist Mitglied im Hannoverschen Yacht-Club e.V. und im Bund Deutscher Architekten.
Jörn Köhnke entwarf und bewohnte zusammen mit seinen Kollegen Dieter Bahlo und Klaus Stosberg eine Wohnanlage in Hannover Groß-Buchholz. Die 1977/78 entstandenen Bauten an der Habichtshorststraße 19–23 waren ein Demonstrativbauvorhaben und bildeten in einem strukturalistischen Entwurf verbundene Reihenhäuser, die seinerzeit geltende Vorgaben des sozialen Wohnungsbaus auf das selbstgenutzte Einfamilienhaus übertrugen.

## Werke (Auswahl)
- 1972–1974: Bahlsen-Verwaltungsgebäude in Hannover-List, 1974 (2001 abgerissen)[7][8]
- 1975–77: Haus Erdmann in Hannover-Döhren[9]

## Ehrungen und Auszeichnungen
Für das Projekt Bahlsen-Verwaltungsgebäude erhielt Jörg Köhnke im Jahr 1976 den Architekturpreis des BDA in Niedersachsen.